# 霍多里夫

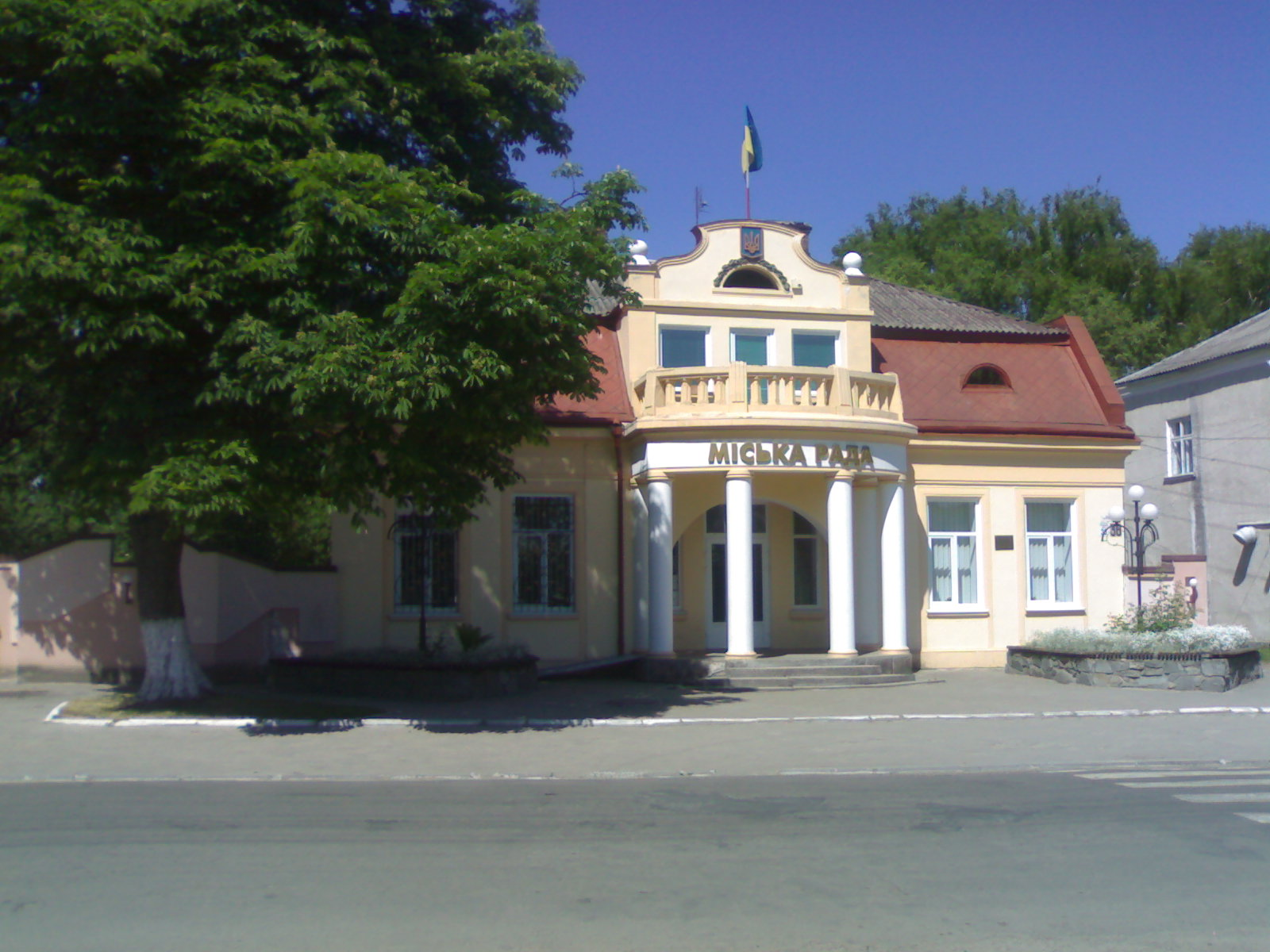
市议会建筑

霍多里夫（羅馬化：Khodoriv），亦译为霍多罗夫，是烏克蘭西部利維夫州斯特雷區霍多里夫市镇内的城市及行政中心。距離州府利維夫52公里，始建於1394年，面積8.25平方公里，2022年人口8,954。

## 備註
1. ↑  俄語：

## 外部連結
- castles.com.ua （页面存档备份，存于）